# Labergement-Foigney
Labergement-Foigney település Franciaországban, Côte-d’Or megyében. Lakosainak száma 379 fő (2022. január 1.). Labergement-Foigney Longchamp, Beire-le-Fort, Cessey-sur-Tille, Chambeire és Genlis községekkel határos.

## Népesség
A település népességének változása:
| Lakosok száma | 191  | 276  | 407  | 425  | 395  | 378  | 368  | 373  | 376  | 379  |
|               | 1968 | 1982 | 1990 | 2006 | 2013 | 2015 | 2017 | 2019 | 2020 | 2022 |